# غايوس فايبوس بانسا كايترونياس
غايوس فايبوس بانسا كايترونياس (توفي 22 إبريل 43 ق.م) كان قنصل في الجمهورية الرومانية في 43 ق.م. على الرغم من دعمه لغايوس يوليوس قيصر أثناء الحرب الأهلية، إلا أنه دفع باتجاه إعادة الجمهورية عند موت قيصر. مات من الإصابات التي لحقت في معركة فورم غالورم.